# Leszek Mądzik
Leszek Józef Mądzik (ur. 5 lutego 1945 w Bartoszowinach, zm. 18 marca 2025 w Lublinie) – polski scenograf i reżyser teatralny, malarz, fotograf, profesor sztuk plastycznych (2010).

## Życiorys
Ukończył Liceum Plastyczne w Kielcach, trzykrotnie, bez powodzenia, próbował dostać się do Akademii Sztuk Pięknych, studiował historię sztuki na Katolickim Uniwersytecie Lubelskim, a także reżyserię na Wydziale Sztuki Lalkarskiej w Białymstoku, filii warszawskiej Akademii Teatralnej. W 1969 roku założył Scenę Plastyczną KUL, gdzie po roku zaczął wystawiać przedstawienia (pierwszym była oparta na scenariuszu Mądzika sztuka Ecce Homo wystawiona 24 marca 1970 roku). Współpracował m.in. z Ireną Byrską, Mieczysławem Kotlarczykiem, Jerzym Zawieyskim, czy Teatrem Gong 2. Tworzył także w teatrach dramatycznych w Lublinie (Teatr im. Juliusza Osterwy), Łodzi i Warszawie (Teatr Studio) oraz z Teatrem Lalki i Aktora im. Hansa Christiana Andersena w Lublinie.
W przedstawieniach Mądzika dominuje ruch, obraz, a nadrzędną rolę pełni według twórcy światło. Jego interpretacjom towarzyszy także warstwa dźwiękowa, nie ma natomiast słowa. Sztuki prezentowane na deskach Sceny Plastycznej KUL prezentują filozoficzną refleksję o życiu i przemijaniu. Ta refleksja bardzo często bierze się z konkretnych przeżyć artysty. Źródłem inspiracji dla Mądzika są m.in. przemyślenia świętego Jana od Krzyża i świętej Teresy z Ávili, fascynuje go dorobek Leonarda da Vinci i artystów współczesnych: Aliny Szapocznikow, Tadeusza Kantora i Jerzego Nowosielskiego.
Jest bohaterem filmu dokumentalnego „A touch of passing. Leszek Mądzik” (2003) w reżyserii Doroty Nowakowskiej, gdzie opowiada o swojej wizji sztuki.
Współpracował z wieloma uczelniami teatralnymi w Polsce i na świecie, był wykładowcą w Akademii Sztuk Pięknych w Poznaniu. W 1997 roku wyreżyserował swoją własną sztukę Pętanie na potrzeby Teatru Telewizji. Był tam też autorem scenariusza i scenografii.
Od 2006 roku stale publikował na łamach kwartalnika literackiego „Akcent” felietony, które zostały zebrane w książce Obrazy bez tytułu (Lublin 2012). 
Zmarł w Lublinie, pochowany 24 marca 2025 na cmentarzu Salwatorskim w Krakowie (sektor SC10-6-2).

## Najważniejsze przedstawienia
- Dokąd pędzisz koniku? Rady Moskowej, scenografia, Teatr Lalki i Aktora im. H. Ch. Andersena w Lublinie, 1978
- Iwanow Antoniego Czechowa, scenografia, Teatr im. J. Osterwy w Lublinie, 1981
- Pornografia Witolda Gombrowicza, dekoracje, Teatr Nowy w Warszawie, 1985
- Tchnienie, przedstawienie autorskie, reżyseria, Scena Plastyczna KUL, 1992
- Antygona Sofoklesa, scenografia, Teatr im. J. Osterwy w Lublinie, 1995
- Kir, przedstawienie autorskie, reżyseria, Scena Plastyczna KUL, 1997
- Skrzydło anioła, przedstawienie autorskie, reżyseria i scenografia, Teatr Lalki i Aktora im. H. Ch. Andersena w Lublinie, 1999
- Powłoki, przedstawienie autorskie, reżyseria, Teatr Studyjny Państwowej Wyższej Szkoły Filmowej, Telewizyjnej i Teatralnej w Łodzi, 2004
- Źródło, przedstawienie autorskie, scenariusz, scenografia i reżyseria, Wrocławski Teatr Lalek, 2005
- Makbet, scenografia, Teatr Narodowy w Lizbonie, 2007
- Przejście, przedstawienie autorskie, reżyseria, scenografia, Scena Plastyczna KUL
- Lustro, przedstawienie autorskie, scenografia, reżyseria, Scena Plastyczna KUL, 2013

## Książki
- „Życie ku śmierci. Scena Plastyczna Katolickiego Uniwersytetu Lubelskiego”, opieka redakcyjna Piotr Zieliński, wydawca: Scena Plastyczna KUL, Lublin 1991
- „Scena Plastyczna KUL”, redakcja: Piotr Zieliński, wydawca: Scena Plastyczna KUL, Lublin 1995
- „Mój teatr”, współautor tekstu Waldemar Sulisz, Wydawnictwo Idea Media, Lublin 2000
- „Fotografia, faktura – czas – sacrum – postać”, wstęp Andrzej Wajda, Wydawnictwo Jedność, Kielce 2002
- „Fotografia”, Wydawnictwo Drukarnia L-Print, Lublin (bez daty wydania)
- współautorzy Ignacy Karpowicz i Jerzy Maksymiuk, „Polska na cztery ręce”, Wydawnictwo Charaktery, Kielce 2012
- „Majdanek w fotografii Leszka Mądzika”, opracowanie Danuta Olesiuk, Wydawnictwo Państwowego Muzeum na Majdanku, Lublin 2012

## Ordery i odznaczenia
- Krzyż Komandorski Orderu Odrodzenia Polski (2008)[9]
- Krzyż Kawalerski Orderu Odrodzenia Polski (2001)[10]
- Złoty Krzyż Zasługi (1995)[11]
- Medal Stulecia Odzyskanej Niepodległości (2021)[12]
- Złoty Medal „Zasłużony Kulturze Gloria Artis” (2015)[13]
- Srebrny Medal „Zasłużony Kulturze Gloria Artis” (2005)[13]
- Medal Per Artem ad Deum Papieskiej Rady ds. Kultury (2008)
- Medal Unii Lubelskiej przyznany przez Prezydenta Miasta Lublin (2000)[6]
- Krzyż „Pro Ecclesia et Pontifice” (Stolica Apostolska, 2014)[6]

## Nagrody i wyróżnienia
- nagroda na III MF Bułgarskich Sztuk Lalkowych w Warnie za scenografię do spektaklu Dokąd pędzisz koniku w Teatrze Lalki i Aktora im. H. Ch. Andersena w Lublinie (1978)
- Nagroda im. Włodzimierza Pietrzaka (1979)
- Nagroda Artystyczna im. Brata Alberta dla Sceny Plastycznej KUL za spektakle o treściach sakralnych (1990)
- Nagroda Dziennikarzy na Międzynarodowym Festiwalu Teatrów Eksperymentalnych w Kairze dla spektaklu Zielnik (1991)
- Nagroda Sekcji Krytyki Polskiego Ośrodka ITI (1991)
- I nagroda na III Międzynarodowym Festiwalu Teatrów Eksperymentalnych w Kairze za przedstawienie Wilgoć Sceny Plastycznej KUL (1992)
- „Buława hetmańska” na XIV ZLT w Zamościu dla spektaklu Wędrowne (1994)
- Nagroda Młodych na V Zderzeniach Teatralnych w Kłodzku dla Szczeliny (1995)
- Nagroda im. Jana Dormana (1998)
- tytuł Honorowego Obywatela Kielc (1998)[14]
- Nagroda Prezydenta Miasta Lublina z okazji Międzynarodowego Dnia Teatru (1999)
- Nagroda główna na IX Międzynarodowym Festiwalu Teatrów Eksperymentalnych w Kairze w dziedzinie scenografii za Wrota (1999)
- Nagroda Honorowa Ministra Kultury i Dziedzictwa Narodowego dla Sceny Plastycznej KUL za zasługi dla kultury polskiej (2000)
- Specjalne odznaczenie ministerstwa kultury Egiptu X Międzynarodowym Festiwalu Teatrów Eksperymentalnych w Kairze na za wkład w światowe poszukiwania nowych form teatralnych (2000)
- tytuł Ambasadora Województwa Lubelskiego 2000 (2001)
- Nagroda Totus Tuus (2004)
- „Leon” - nagroda studentów i pracowników naukowych Uniwersytetu Zielonogórskiego za najciekawszy spektakl w sezonie 2006/2007 za przedstawienie Strumień (2007)
- „Złote Glany” - nagroda na Festiwal Twórców „Powiększenie” w Łodzi (2008)
- tytuł honorowy „Zasłużony dla Ziemi Lubelskiej” (2009)
- Koryfeusz Scenografii Polskiej (2009)
- Nagroda na XIII Polkowickich Dniach Teatru w kategorii "najlepsza scenografia" za scenografię do przedstawienia Przejście (2011)
- Statuetka Angelusa za całokształt (2012)
- „Złoty Feniks” (2016)
- Nagroda 100-lecia ZAiKS-u (2022)[15]
- tytuł Honorowego Obywatela Lublina (2025)[16]

Źródło:.